# Championnat de Suisse de football 1900-1901
Navigation
Édition précédente Édition suivante
La 4e édition du championnat de Suisse de football est remportée par le Grasshopper-Club Zurich.
Le FC Berne termine deuxième. 
Le championnat est divisé en deux groupes régionaux. Les vainqueurs des deux groupes se qualifient pour la finale.

## Les clubs de l'édition 1900-1901
| Club                    | Ville             |
| ----------------------- | ----------------- |
| BSC Old Boys            | Bâle              |
| FC Bâle                 | Bâle              |
| FC Berne                | Berne             |
| FC La Chaux-de-Fonds    | La Chaux-de-Fonds |
| FC Neuchâtel            | Neuchâtel         |
| FC Zurich               | Zurich            |
| Fire Flies Zurich       | Zurich            |
| Fortuna Bâle            | Bâle              |
| Grasshopper-Club Zurich | Zurich            |
| Servette FC             | Genève            |

## Compétition

### Classement
Le classement est établi sur le barème de points classique (victoire à 2 points, match nul à 1, défaite à 0).

#### Groupe Est
| Rang | Équipe                  | Pts | J  | G | N | P | Bp | Bc | Diff |
| ---- | ----------------------- | --- | -- | - | - | - | -- | -- | ---- |
| 1    | Grasshopper-Club Zurich | 18  | 10 | 9 | 0 | 1 | 55 | 13 | +42  |
| 2    | FC Zurich               | 17  | 10 | 8 | 1 | 1 | 42 | 12 | +30  |
| 3    | Fire Flies Zurich       | 10  | 10 | 4 | 2 | 4 | 16 | 20 | -4   |
| 4    | BSC Old Boys            | 7   | 10 | 3 | 1 | 6 | 10 | 35 | -25  |
| 5    | FC Bâle                 | 6   | 10 | 2 | 2 | 6 | 21 | 35 | -14  |
| 6    | Fortuna Bâle            | 2   | 10 | 1 | 0 | 9 | 6  | 35 | -29  |

|  | Qualification pour la finale |

#### Groupe Ouest
| Rang | Équipe               | Pts | J | G | N | P | Bp | Bc | Diff |
| ---- | -------------------- | --- | - | - | - | - | -- | -- | ---- |
| 1    | FC Berne             | 10  | 6 | 5 | 0 | 1 | 16 | 12 | +4   |
| 2    | FC La Chaux-de-Fonds | 6   | 6 | 3 | 0 | 3 | 13 | 10 | +3   |
| 3    | Servette FC          | 4   | 6 | 2 | 0 | 4 | 10 | 11 | -1   |
| 4    | FC Neuchâtel         | 4   | 6 | 2 | 0 | 4 | 7  | 13 | -6   |

|  | Qualification pour la finale |

### Finale
Finale le 31 mars 1901
| Équipe 1                | Résultat | Équipe 2 | Lieu  |
| ----------------------- | -------- | -------- | ----- |
| Grasshopper-Club Zurich | 2 - 0    | FC Berne | Aarau |

Le match est rejoué, l'un des joueurs du Grasshopper n'étant pas qualifié.
Finale rejouée le 14 avril 1901
| Équipe 1                | Résultat | Équipe 2 | Lieu  |
| ----------------------- | -------- | -------- | ----- |
| Grasshopper-Club Zurich | 2 - 0    | FC Berne | Aarau |

|  | Champion de Suisse |

## Bilan de la saison
| Tableau d'Honneur                 |                         |
| Compétition                       | Vainqueur               |
| Championnat de Suisse de football | Grasshopper-Club Zurich |